# Hegyi kéneslepke
A hegyi kéneslepke (Colias phicomone) a rovarok (Insecta) osztályának lepkék (Lepidoptera) rendjébe, ezen belül a fehérlepkék (Pieridae) családjába tartozó faj.

## Előfordulása
A hegyi kéneslepke elterjedési területe az Alpok, az Északi-Kárpátok, a Pireneusok és a Kantábriai-hegység.

## Megjelenése
A hegyi kéneslepke elülső szárnya 20–25 milliméter hosszú. A hím szárnyának felső oldala fakó szürkéssárga, sötétszürke-fekete pikkelyekkel erősen hintett. A nőstény szárnya zöldesfehér, nem annyira szürkés. Az elülső és a hátulsó szárny barna külső részén sárgás szegélyfoltok helyezkednek el. A nőstény zöldesfehér, és szárnyain sötétszürke befuttatás alig érzékelhető.

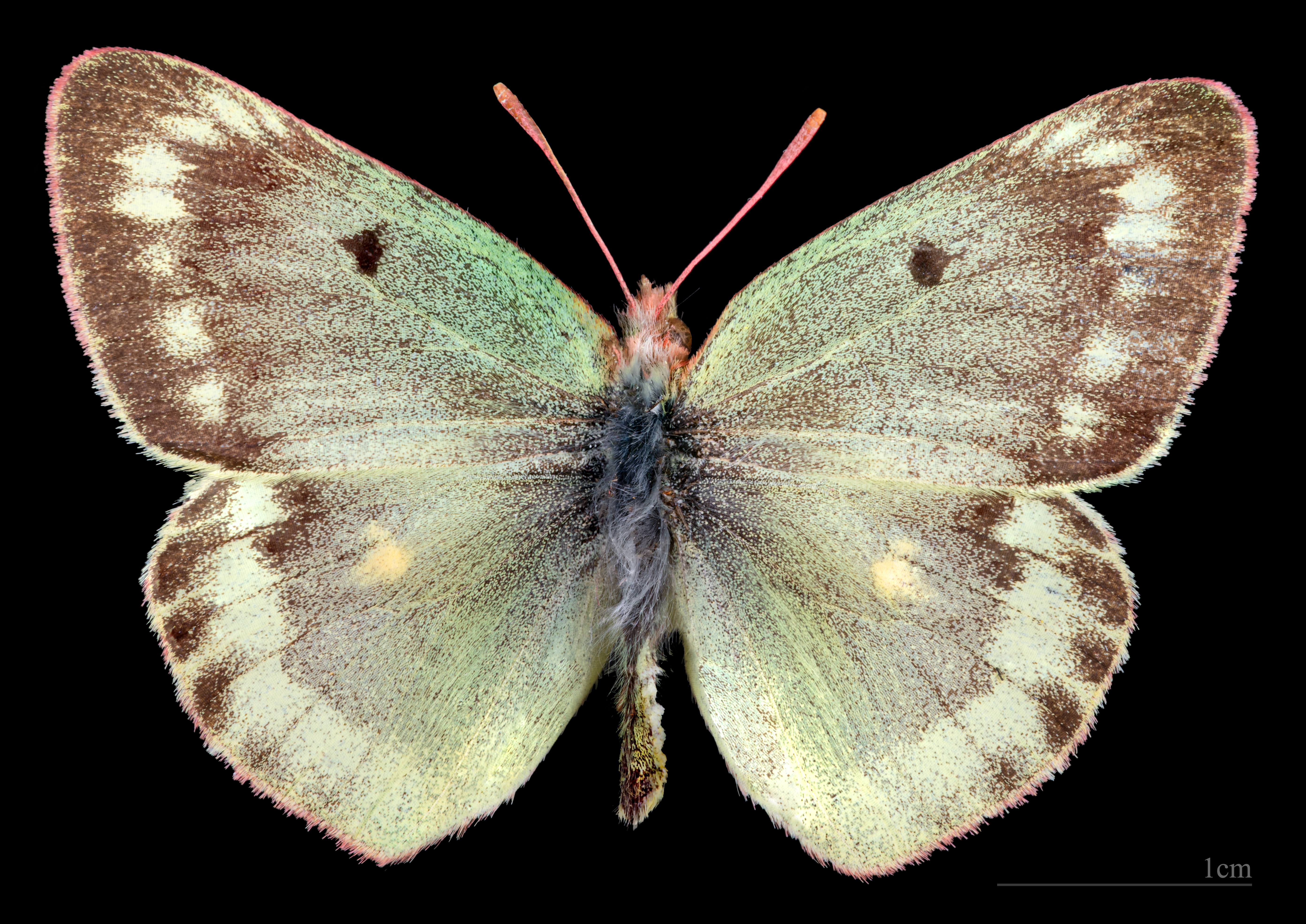
Colias phicomone ♂
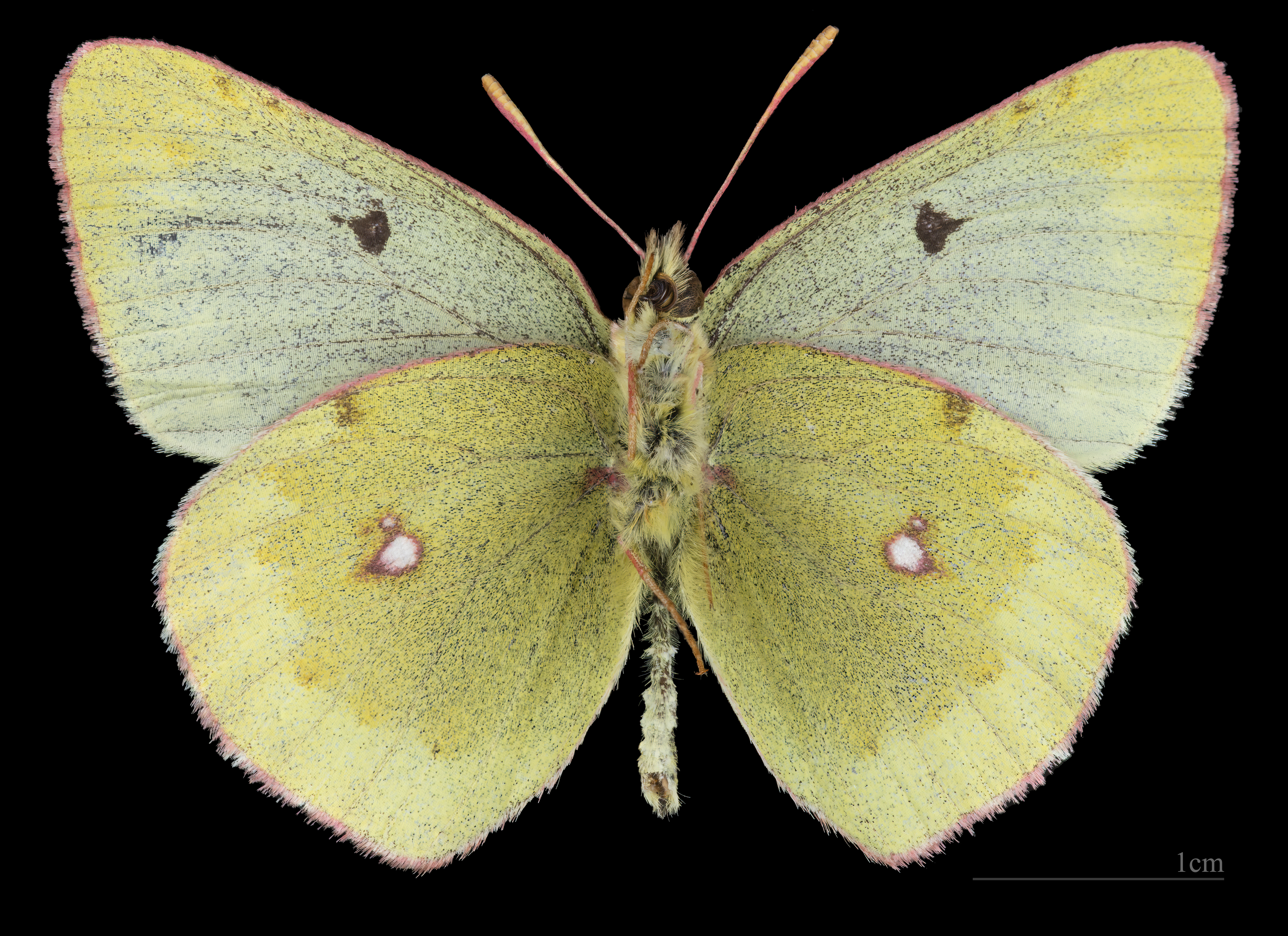
Colias phicomone ♂   △
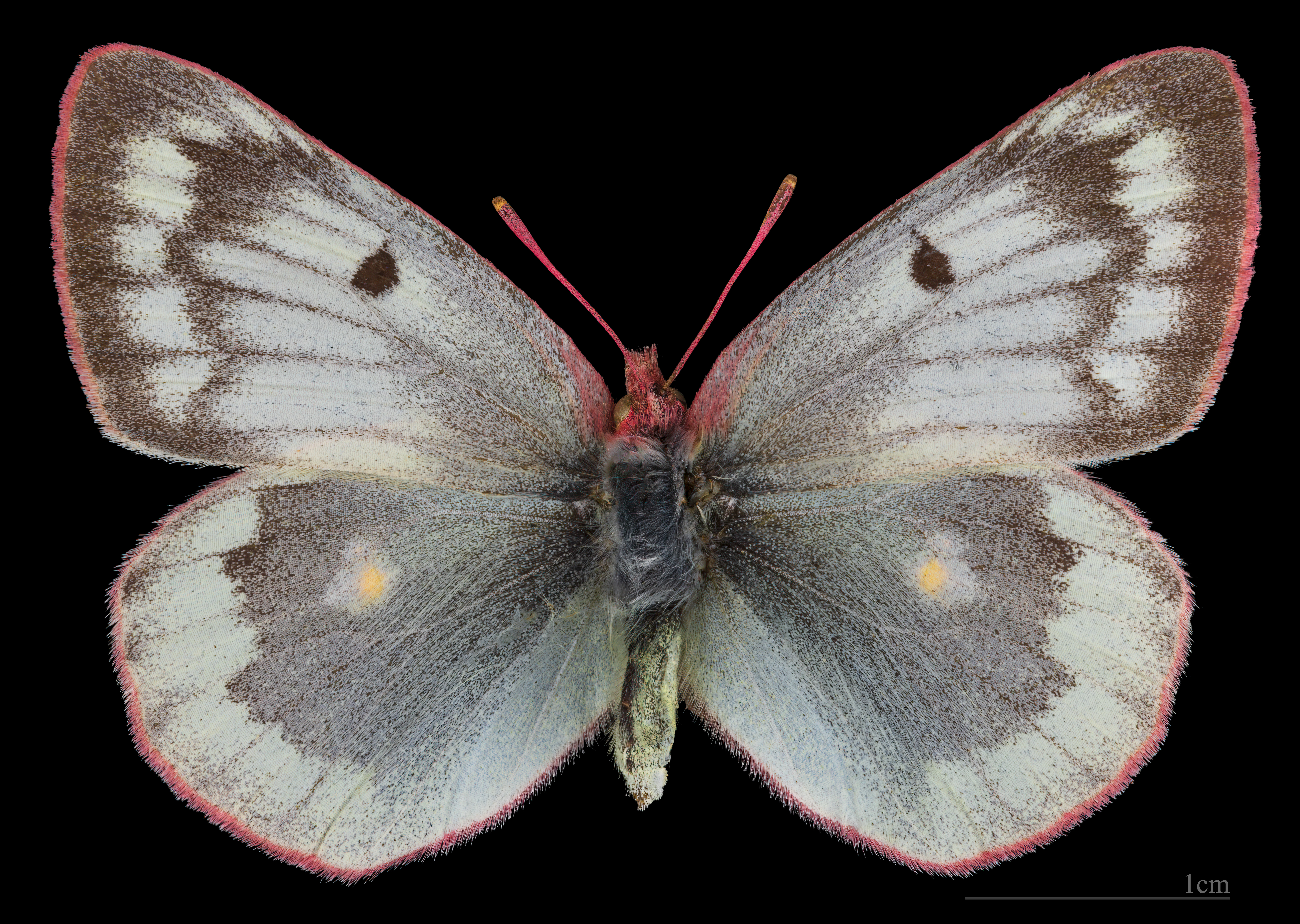
Colias phicomone ♀
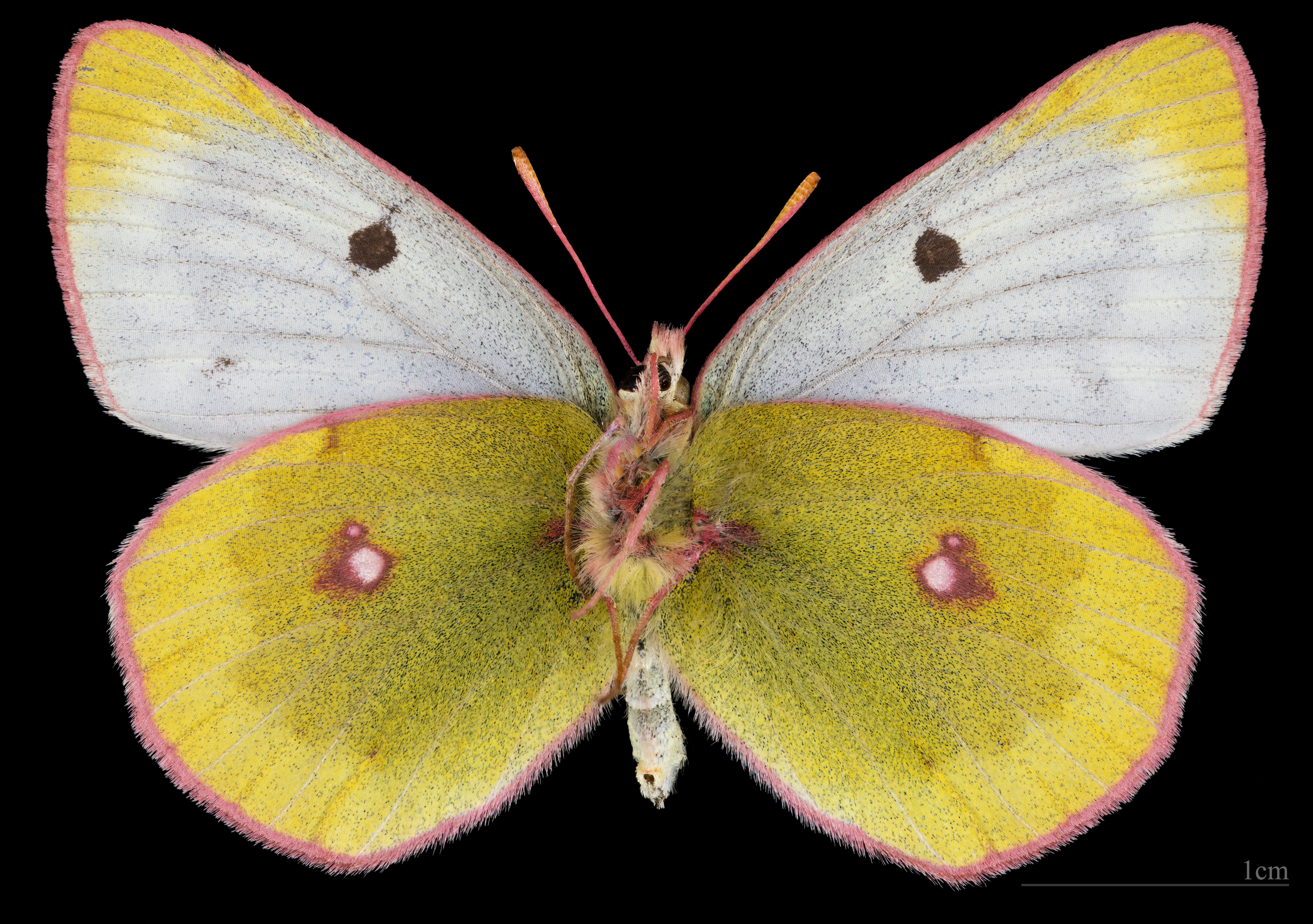
Colias phicomone ♀  △

## Életmódja
A hegyi kéneslepke havasi réteken él, 900 métertől mintegy 3000 méter magasságig.

## Szaporodása
A hegyi kéneslepke első nemzedéke június végétől augusztusig repül; olykor augusztus-szeptemberben megjelenik egy második, nem teljes nemzedéke is. Hernyóidőszaka május–június. Hernyója sötétzöld, sárga foltokkal és fehér oldalcsíkkal. A hernyó különféle pillangósvirágúakok, főleg bükkönyfajokon él. Áttelelve a következő év tavaszán bábozódik.

## Rokon fajok
A hegyi kéneslepke rokona a Colias nastes, amely kizárólag Északnyugat-Skandináviában található meg.